# Wapen van Modave

Wapen van Modave

Het wapen van Modave is het gemeentelijke wapen van de Luikse gemeente Modave.

## Geschiedenis
Het wapen van Modave, dat als gemeente in 1952 ontstond vanuit een fusie tussen Modave en Linchet, is afgeleid van dat van de Heren van Modave. De heren van Modave hadden de heerlijkheid vanaf de 13e tot aan de 16e eeuw in bezit. In de 17e eeuw ging het bezit in via vererving over in andere families. Hierna werd het bezit van verschillende families, waaronder in 1817 van Gilles-Antoine Lamarche, oprichter van de staalfabriek Fabrique de fer d'Ougrée.
De plaats Modave fuseerde in 1952 met Linchet en in 1977 kwamen hier de gemeenten Ombret-Rawsa, Outrelouxhe, Strée en Vierset-Barse bij. Deze nieuwe fusiegemeente kreeg op 8 december 1992 het wapen toegekend.
Een vergelijkbaar wapen: van zilver een leeuw van azuur, gekroond, genageld en getongd van goud, wordt door de adellijke familie de Modave de Masogne gevoerd.

## Blazoenering
De blazoenering van het wapen uit 1992 luidt als volgt:
D'argent au lion d'azur.
Van zilver een leeuw van azuur.
De heraldische kleuren zijn zilver (wit) en azuur (blauw). Het wapen heeft geen externe ornamenten zoals schildhouders en een kroon.